# Terry Johnson
Terry Johnson (20 dicembre 1955) è un regista teatrale, drammaturgo e sceneggiatore britannico.

## Biografia
Nel corso della sua carriera ha scritto una dozzina di nuove opere teatrale e adattamenti di classici, vincendo due Laurence Olivier Award alla miglior commedia per Hysteria (1993) e Cleo, Camping, Emmanuelle and Dick (1999) e un Evening Standard Award per Insignificance (1982).
Prolifico regista teatrale, Johnson ha diretto diversi allestimenti non solo delle proprie opere, ma anche di classici come Morte di un commesso viaggiatore e Zio Vanja. Particolarmente apprezzata fu la sua direzione del musical La Cage aux Folles a Broadway, che gli valse il Tony Award alla miglior regia di un musical nel 2010.

## Filmografia parziale

### Sceneggiatore
- La signora in bianco (Insignificance), regia di Nicolas Roeg (1985)